# Stéphane Exartier
Stéphane Exartier (* 12. März 1969 in Chambéry) ist ein ehemaliger französisch-polnischer Skirennläufer.

## Karriere
Exartier gab sein Weltcupdebüt am 23. November 1991 in Park City, Utah, wobei ihm mit Rang 10 auf Anhieb der Sprung in die Weltcuppunkte gelang. Aufgrund weiterer konstanter Ergebnisse im Saisonverlauf wurde er für die Olympischen Winterspiele in Albertville nominiert. Dort erreichte er im Riesenslalom den 13. Platz.
An diesen Erfolge konnte Exartier im weiteren Verlauf seiner Karriere nicht mehr anschließen.
Mitte der 1990er Jahre wechselte er schließlich zum polnischen Skiverband. Für diesen nahm er an den Weltmeisterschaften 1996 und 1997 teil, wobei er sein bestes Ergebnis in der Sierra Nevada mit Rang 19 im Riesenslalom erreichte.
Im Weltcup gelang Exartier nur zweimal nach dem Verbandswechsel der Sprung in die Punkteränge. Nach 1999 beendete er schließlich seine Karriere.

## Erfolge

### Olympische Winterspiele
- Albertville 1992: 13. Slalom, 30. Slalom

### Weltmeisterschaften
- Sierra Nevada 1996: 19. Riesenslalom, 39. Super-G, 58. Abfahrt, DNF Slalom
- Sestriere 1997: 24. Slalom, 36. Super-G, DNF Riesenslalom

### Weltcup
- Eine Platzierung unter den besten 10

### Europacup
- Eine Platzierung unter den besten 20

### Nor-Am Cup
- 3 Platzierungen unter den besten 30

### Far East Cup
- 3 Platzierungen unter den besten 30

### Weitere Erfolge
- 3 Siege bei FIS-Rennen